# 溶存無機炭素
溶存無機炭素（ようぞんむきたんそ、dissolved inorganic carbon, DIC）は溶液中の無機炭素の総称である。全無機炭素（ぜんむきたんそ、total carbon, TIC, CT）とも呼ばれる。無機炭素には二酸化炭素 (CO2)、炭酸、炭酸イオンや重炭酸イオンが含まれる。慣例として、二酸化炭素と炭酸を合わせて CO2* として示す。CT は自然界の水系のpHに関する測定を行う際や、二酸化炭素の移動速度を見積もるのに用いられるパラメーターであり、以下の式で表される。
{\displaystyle {\ce {C_{T}= [CO2*] + [HCO3^{-}] + [CO3^{2^-}]}}}
ここで、[CO2*] は二酸化炭素と炭酸の濃度の合計、[HCO−
3] は重炭酸イオン濃度、[CO2−
3] は炭酸イオン濃度である。これらの化学種は以下のような平衡混合物として存在し、それらの比は溶液のpHによって変化する。
{\displaystyle {\ce {CO2 + H2O <=> H2CO3 <=> H+ + HCO3^- <=> 2H+ + CO3^{2-}}}}
全無機炭素の量は、試料を酸性にすることによって上記の平衡を左に偏らせ、二酸化炭素に変換したうえで行う。二酸化炭素は気体として放出されるのでこれを捕集し、赤外分光法などによって定量する。